# Гуд-Гоуп (Огайо)
Гуд-Гоуп (англ. Good Hope) — переписна місцевість (CDP) в США, в окрузі Файєтт штату Огайо. Населення — 202 особи (2020).

## Географія
Гуд-Гоуп розташований за координатами 39°26′48″ пн. ш. 83°21′34″ зх. д. / 39.44667° пн. ш. 83.35944° зх. д. (39.446721, -83.359405).  За даними Бюро перепису населення США в 2010 році переписна місцевість мала площу 1,95 км², уся площа — суходіл.

## Демографія
Згідно з переписом 2010 року, у переписній місцевості мешкали 234 особи в 90 домогосподарствах у складі 65 родин. Густота населення становила 120 осіб/км².  Було 103 помешкання (53/км²).
Расовий склад населення:
| - 98,3 % — білих - 0,9 % — чорних або афроамериканців |

До двох чи більше рас належало 0,4 %. Частка іспаномовних становила 0,4 % від усіх жителів.
За віковим діапазоном населення розподілялося таким чином: 24,4 % — особи молодші 18 років, 62,8 % — особи у віці 18—64 років, 12,8 % — особи у віці 65 років та старші. Медіана віку мешканця становила 38,8 року. На 100 осіб жіночої статі у переписній місцевості припадало 91,8 чоловіків;  на 100 жінок у віці від 18 років та старших — 90,3 чоловіків також старших 18 років.
Середній дохід на одне домашнє господарство  становив 39 897 доларів США (медіана — 41 103), а середній дохід на одну сім'ю — 39 729 доларів (медіана — 41 033). За межею бідності перебувало 33,3 % осіб, у тому числі 69,2 % дітей у віці до 18 років та 0,0 % осіб у віці 65 років та старших.
Цивільне працевлаштоване населення становило 83 особи. Основні галузі зайнятості: роздрібна торгівля — 22,9 %, публічна адміністрація — 21,7 %, сільське господарство, лісництво, риболовля — 18,1 %, освіта, охорона здоров'я та соціальна допомога — 16,9 %.